# Oranjevleklipvis
De Oranjevleklipvis (Coris aygula) is een straalvinnige vissensoort uit de familie van lipvissen (Labridae). De wetenschappelijke naam van de soort is voor het eerst gepubliceerd in 1801 door Bernard Germain de Lacépède.
De soort staat op de Rode Lijst van de IUCN als niet bedreigd, beoordelingsjaar 2008.

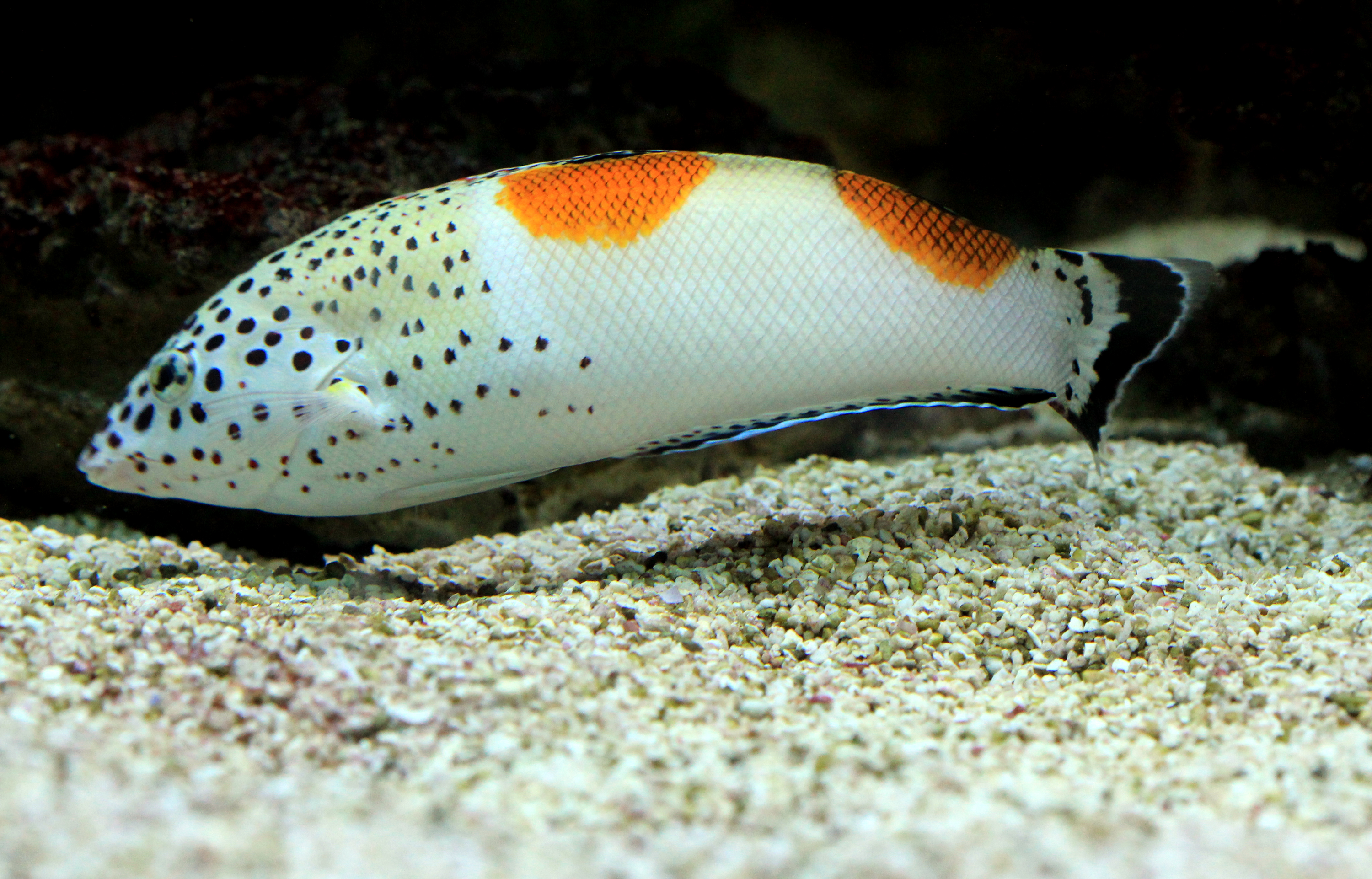
Coris aygula in Prague sea aquarium

## Algemeen
Hij heeft een tweede paar kaken voor het vermalen van voedsel.
De vrouwtjes oranjevleklipvissen kunnen veranderen in mannetjes.